# Trai ngọc môi vàng
Trai ngọc môi vàng hay trai mác-xi-ma /maxima (danh pháp hai phần: Pinctada maxima) là một loài trai ngọc sinh sống ở biển trong họ Pteriidae, Có hai biến thế màu sắc: trai môi trắng và trai môi vàng. Vỏ gần như tròn, dẹp hai bên. Đây là loài trai nuôi lấy ngọc trai quan trọng trên thế giới.
Tại Việt Nam loài này đã được đưa vào Sách đỏ vì số lượng và vùng phân bố đang bị giảm sút. Mức đe dọa: Bậc V.

## Phân bố
Ở Việt Nam, chúng phân bố chủ yếu tại các vùng biển thuộc: Phú Yên, Khánh Hòa, Bình Thuận, Phú Quốc.
Trên thế giới, chúng thường phân bố tại các vùng biển: Australia, Fiji, Tahiti và Philippines. Loài này rất lớn, có đường kính đến 12 inch.

## Mô tả
Là loài trai ngọc có cơ thể lớn, vỏ dài có thể đến 300 mm, vỏ gần như hình tròn. Tai trước nhỏ rõ ràng, tai sau sát liền với vỏ nên khó phân biệt. Các phiến sinh trưởng sắp xếp thưa, mặt ngoài của vỏ màu nâu. Mặt trong của vỏ óng ánh kim loại bạc và ở cá thể trưởng thành mặt trong của vỏ có màu óng ánh vàng theo vết màu áo.
Là loài ăn lọc, thức ăn là phiêu sinh. Có khả năng tự bảo vệ khi có vật lạ xâm nhập vào cơ thể bằng cách tiết ra chất ngọc bọc lấy vật lạ. Khả năng này cao hơn loài Pinctada margaritifera.